# جون لويد (مصمم جرافيك)
جون لويد (بالإنجليزية: John Lloyd)‏ هو مصمم جرافيك بريطاني، ولد في 1944.